# Saison 2012-2013 du Montpellier Hérault Sport Club
Maillots
Chronologie
Saison précédente Saison suivante
La saison 2012-2013 du Montpellier Hérault Sport Club est la trente-et-unième saison du club héraultais en première division du championnat de France, la quatrième saison consécutive au sein de l'élite du football français. Cette saison est particulièrement importante dans l'histoire du Montpellier HSC, puisque le club est le tenant du titre de champion de France et dispute ainsi pour la première fois la Ligue des champions de l'UEFA.
René Girard, entraîneur de 58 ans, est à la tête du staff montpelliérain lors de cette saison. À la tête du club depuis trois saisons, il a mis en place une tactique portée vers l'offensive, se fondant sur un assise défensive rugueuse et sur un 4-3-3, quels que soient l'adversaire et le terrain sur lequel il joue. Il s'appuie sur un centre de formation performant qui a permis l'éclosion d'une génération ayant remporté la Coupe Gambardella 2008-2009. De plus, il peut compter sur une cellule de recrutement performante, qui avec peu de moyen, a réussi à faire signer lors des saisons précédentes des joueurs tel qu'Olivier Giroud ou Henri Bedimo qui se sont particulièrement illustrés la saison dernière.
Cette nouvelle saison fait suite à trois saisons qui ont enthousiasmé les supporteurs, puisque les Pailladins, surnom des joueurs du club, ont atteint une finale de Coupe de la Ligue lors de la saison 2010-2011, ont obtenu une cinquième place en première division synonyme de qualification européenne, lors de la saison 2009-2010, pour leur retour dans l'élite du football, mais ont surtout obtenu le titre de champion de France lors de la saison précédente. Cependant, les objectifs pour cette saison restent modestes, puisque Louis Nicollin ne projettent qu'une 6e ou 7e place, les grands favoris pour le titre étant le Paris Saint-Germain pour la deuxième saison du Qatar Investment Authority à la tête du club et doté de moyens financiers beaucoup plus importants.
Les Pailladins ont commencé la saison par le Trophée des champions face à l'Olympique lyonnais qui avait lieu à New York, où les Pailladins ont chuté lors de la séance de tirs au but (2-4) après avoir fait match nul lors du temps réglementaire (2-2). Les montpelliérains ont également participé pour la première fois de leur histoire à la Ligue des champions, mais l'aprentissage européen a été dur avec seulement deux petits points glanés face au Schalke 04, à l'Arsenal FC et à l'Olympiakos pour un dernière place de groupe synonyme d'élimination. En Coupe de la Ligue, compétition dans laquelle le club est exempté des seizièmes de finale, les hommes de René Girard se font éliminer aux portes du stade de France par le Stade rennais (2-0) après avoir éliminés les Girondins de Bordeaux et l'OGC Nice aux tours précédents. La semaine suivante, c'est à la Coupe de France que les Montpelliérains disent adieu en s'inclinant après prolongation face au FC Sochaux-Montbéliard dès les seizièmes de finale. Les Pailladins terminent la saison en roue-libre et terminent à la neuvième place du classement, lors d'une saison qui sera surtout marqué par le départ de leur entraîneur, René Girard, à la fin de la saison.

## Avant saison

### Objectif du club
Après un titre de champion de France, forcément les ambitions du club sont relevés, cependant le président Louis Nicollin n'est pas du genre à s'enflammer et reste modeste au lendemain du titre.

« Ce que j'aimerais, pour ne pas avoir l'air trop c..., c'est qu'on gagne un voire deux matchs à La Mosson en Ligue des Champions, qu'on finisse 3e et qu'on se qualifie pour la Ligue Europa. Et puis, finir 6e ou 7e du championnat de France. »

— Louis Nicollin
Le 2 juillet 2012, lors de la reprise, Louis Nicollin accompagné par René Girard, Michel Mézy et les trois nouvelles recrues du Montpellier HSC, a fixé ses objectifs pour les jeunes champions de France, tout en restant prudent.

« Ce qui serait bien, c'est de finir dans les cinq ou six premiers ou pourquoi pas une petite coupe. On aimerait bien finir aussi troisièmes du groupe en Ligue des champions pour être reversés en Ligue Europa. »

— Louis Nicollin

« On s'est bien reposés, on a bien savouré ce qu'il nous est arrivé, quelque chose de fabuleux. Mais le plus dur va maintenant commencer. »

— René Girard

### Euro et matchs internationaux
Un seul joueur de l'effectif montpelliérain participe à l'Euro 2012, il s'agit du meilleur buteur du club et du championnat lors de la saison dernière, Olivier Giroud.
Cependant, d'autre internationaux sont sur le pont en fin de saison, notamment avec le début des éliminatoires pour la Coupe du monde 2014 dans la zone Afrique. Parmi eux, Younès Belhanda et Karim Aït-Fana avec la sélection marocaine, ou encore Souleymane Camara et Henri Bedimo, respectivement avec le Sénégal et le Cameroun.

### Transferts

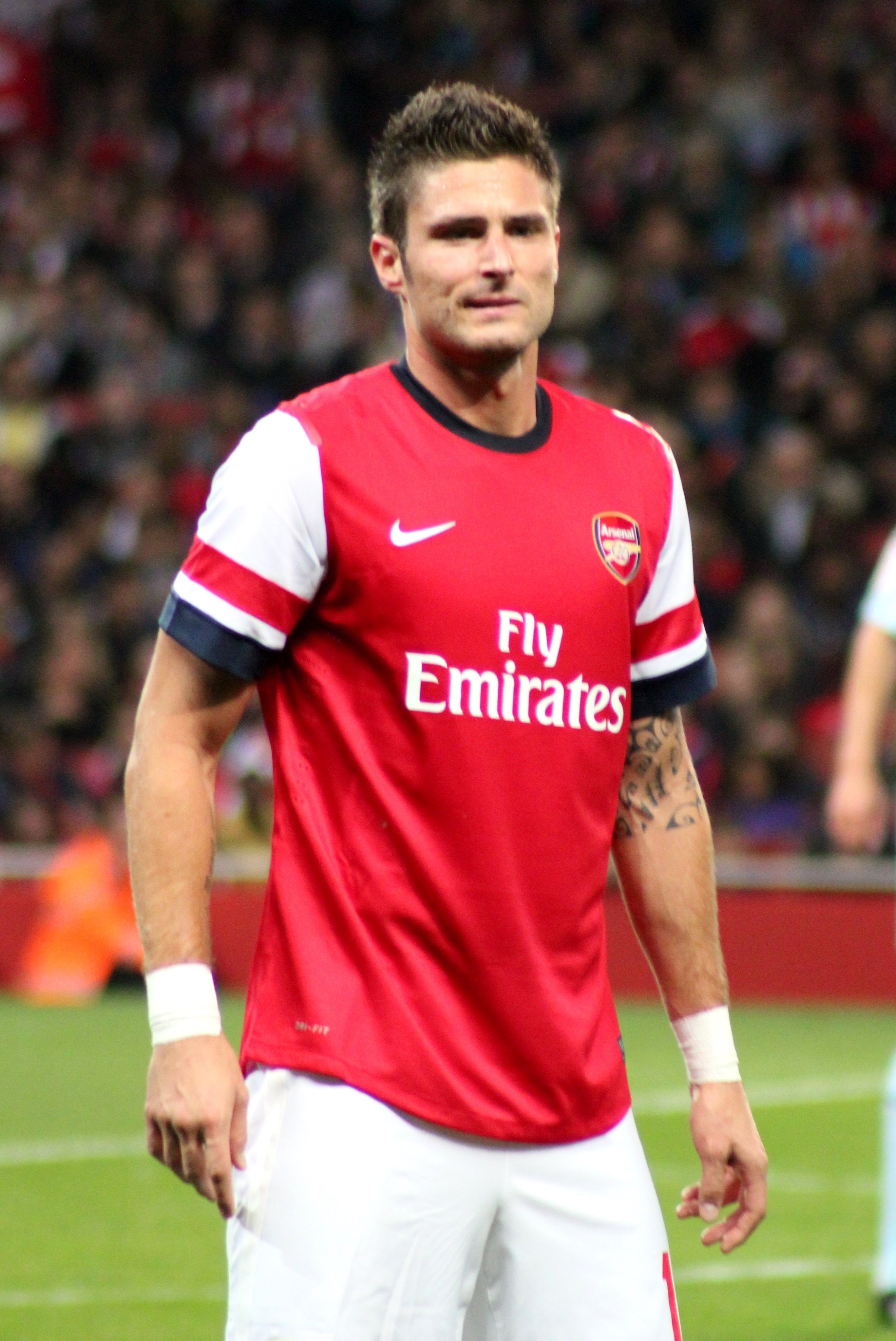
Olivier Giroud, sous ses nouvelles couleurs.

Après avoir enregistré le retour des prêts de cinq de ses jeunes joueurs, dont Jonas Martin et Bengali-Fodé Koita, le club doit faire face principalement aux convoitises que suscite désormais des joueurs comme Olivier Giroud, Mapou Yanga-Mbiwa ou Younès Belhanda. C'est cependant deux recrues qui ouvre le bal du mercato estival au club, avec la signature pour quatre saisons de l'attaquant de l'Angers SCO, Gaëtan Charbonnier, auteur d'une très belle saison avec son club en Ligue 2 et du défenseur central et capitaine du Toulouse FC, Daniel Congré. Le 29 juin 2012, Anthony Mounier, l'attaquant de l'OGC Nice, s'engage pour au Montpellier HSC, alors qu'il était courtisé par de nombreux autres clubs de première division. La quatrième recrue du club, est beaucoup moins connue dans l'Hexagone, mais a explosé depuis deux saisons au Chili, en finissant meilleur buteur de Primera B Chilena en 2011, puis du Tournoi Apertura de Primera División Chilena en 2012. L'attaquant argentin signe ainsi un contrat de trois saisons, lui permettant de découvrir les championnats européens et la Ligue des champions.
Le premier départ de la saison a lieu le 25 juin, avec la signature de Geoffrey Dernis au Stade brestois, sans indemnité de transfert, son contrat arrivant à son terme et l'équipe dirigeante ayant fait le choix de ne pas lui proposer de prolongation. Dès le lendemain, un autre départ est confirmé, au lendemain de l'élimination de l'équipe de France de l'Euro, Olivier Giroud quitte le club après deux saisons où il aura marqué les esprits en inscrivant 39 buts en 85 matchs officiels. De moindre importance, le club enregistre en cette fin de mois le départ sans indemnité de Grégory Lacombe, qui signe au Clermont Foot le 29 juin 2012. Le 1er septembre 2012, Bengali-Fodé Koita après avoir déjà passé une saison en Ligue 2, est prêté au Havre AC.
Lors du Mercato d'hiver, Jonathan Tinhan en manque de temps de jeu, est prêté à l'AC Arles-Avignon qui évolue en Ligue 2. Le 22 janvier, le capitaine emblématique de l'équipe championne de France l'année passée, l'international Mapou Yanga-Mbiwa est transféré au Newcastle United après avoir joué 219 matchs sous les couleurs orange et bleu. C'est empreint de beaucoup d'émotion que ce dernier a quitté ses coéquipiers :

« (Note de l'auteur : À propos de ce que lui a apporté le MHSC) Beaucoup de choses… Tout d’abord c’est ma deuxième famille. J’ai été accueilli les bras ouvert, le club m’a tout donné. Ils m’ont formé, ils m’ont donné tout… tout… Montpellier ça restera inoubliable… Je ne sais même pas quoi rajouter. »

— Mapou Yanga-Mbiwa.

### Préparation d'avant-saison

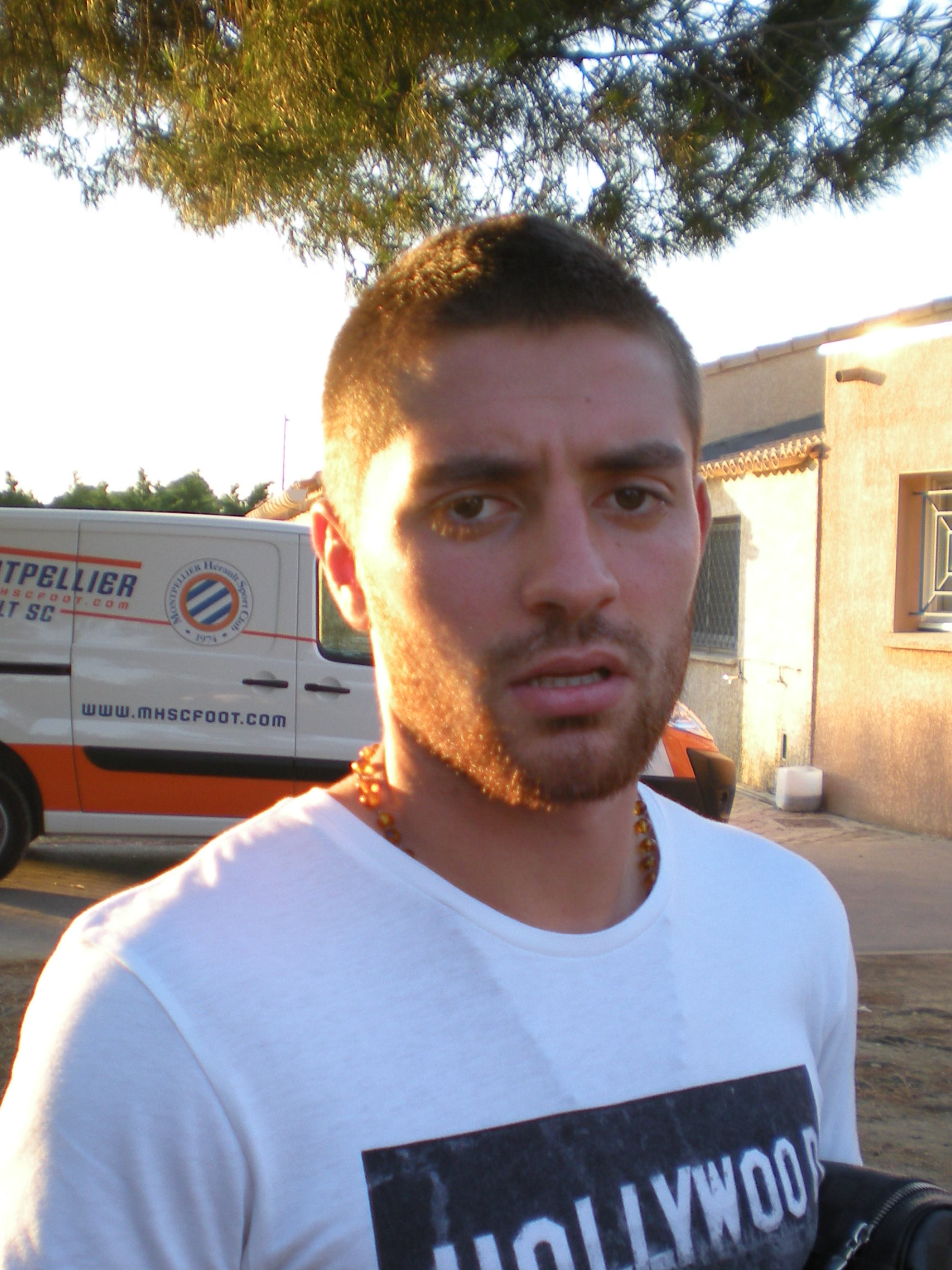
Anthony Mounier, auteur d'un triplé dès son premier match sous ses nouvelles couleurs.

Avant son premier match officiel du Trophée des champions prévue le 28 juillet, le Montpellier HSC a prévu une tournée aux États-Unis avec notamment un match face au Sporting de Kansas City le 24 juillet, le club américain prêtant ses infrastructures aux Pailladins pour préparer le trophée organisé à New York. Les dirigeants ont également prévu comme lors des saisons précédentes un stage de préparation en Lozère du 6 au 14 juillet, conclu par un match face à une sélection lozérienne avant de joueur deux autres matchs amicaux en France, le 17 juillet face à l'AC Arles-Avignon, et le 20 juillet face à l'OGC Nice. Les hommes de René Girard joueront enfin un dernier match amical entre le Trophée des champions et le début de la Ligue 1 le 3 août face à l'Espanyol de Barcelone.
Le 14 juillet, les hommes de René Girard concluent de la plus belle des façons leur stage en Lozère en étrillant une sélection de joueurs de Lozère sur le score de cinq buts à zéro avec notamment un triplé d'Anthony Mounier. Trois jours plus tard, les Pailladins confirme face à l'ancien pensionnaire de Ligue 1, l'AC Arles-Avignon en s'imposant trois buts à un avant de défier l'OGC Nice, un autre pensionnaire de Ligue 1 qu'ils battent sur le score de deux buts à un le 20 juillet. Lors de leur dernier match de préparation avant le Trophée des champions, les pailladins s'imposent le 24 juillet sur le score de trois buts à zéro face au Sporting de Kansas City, se préparant ainsi au mieux pour leur premier match officiel. Après une défaite lors du trophée des champions, les pailladins s'inclinent lors de leur dernier match de préparation le 3 août 2012 face à l'Espanyol de Barcelone (0-2).
Le 3 janvier 2013, les pailladins affrontent le MA Tétouan, champion du Maroc, en match de préparation à la reprise des compétitions nationales le 5 janvier. Ils s'imposent sur le score de deux buts à zéro grâce à des réalisations d'Emanuel Herrera et du jeune défenseur Vincent Di Stefano.

## Compétitions

### Championnat
La saison 2012-2013 de Ligue 1 est la soixante-quatorzième édition du championnat de France de football et la onzième sous l'appellation « Ligue 1 ». La division oppose vingt clubs en une série de trente-huit rencontres. Les meilleurs de ce championnat se qualifient pour les coupes d'Europe que sont la Ligue des Champions (le podium) et la Ligue Europa (le quatrième et les vainqueurs des coupes nationales). Le Montpellier HSC participe à cette compétition pour la trente-et-unième fois de son histoire et la quatrième consécutive depuis la saison 2009-2010.
La compétition débutera le Vendredi 10 août 2012 à 21 h, avec pour match d'ouverture la confrontation entre le Montpellier HSC tenant du titre, et le Toulouse FC, puis suivra un déplacement face au FC Lorient, le choc à la Mosson face à l'Olympique de Marseille et un déplacement face au FC Sochaux-Montbéliard.

#### Une entrée en matière difficile - Journées 1 à 5

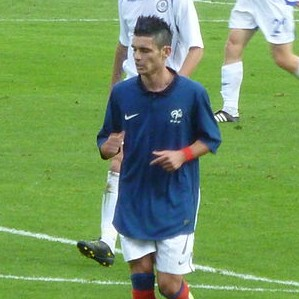
Rémy Cabella, la révélation de ce début de saison.

Le premier match de la saison se solde par un match nul contre le Toulouse FC sur le score d'un but partout, Souleymane Camara ouvrant le score à la 34e minute sur une passe de John Utaka alors que les Toulousains égalisent en seconde mi-temps par l'intermédiaire de Wissam Ben Yedder. Ce match est également marqué par trois expulsions dont celle de Jamel Saihi côté héraultais.
Après une défaite face au FC Lorient (1-2) en encaissant deux buts dans les deux dernières minutes, déclenchant une réaction d’agacement de leur président Louis Nicollin, les hommes de René Girard n'ont pas été capables de sortir la tête de l'eau lors de la réception de l'Olympique de Marseille, et ce malgré un stade comble, puisqu'ils s'inclinent sur une frappe d'André-Pierre Gignac en seconde période après une grosse erreur défensive de Daniel Congré.
Les pailladins renouent avec le succès lors de la journée suivante, lançant enfin leur saison en réalisant une belle performance contre le FC Sochaux-Montbéliard (3-1), avec notamment une prestation aboutie de Rémy Cabella, inscrivant un but et influençant le jeu de manière remarquable. Cette éclaircie est cependant de courte durée, car après une semaine internationale qui voit Mapou Yanga-Mbiwa devenir titulaire en équipe de France, les pailladins s'inclinent face au Stade de Reims trois buts à un sur plusieurs erreurs défensives, alors que le match était à leur portée.

#### Une période automnale mitigée - Journées 6 à 15
Seulement trois jours après avoir réalisé une belle entrée en matière en Ligue des champions, les Héraultais accusent le coup en championnat, en arrachant le match nul à la Mosson, grâce à un but de Souleymane Camara sur un centre en retrait de Rémy Cabella. René Girard reste cependant satisfait de la prestation de ses joueurs, lançant une nouvelle pique vers la LFP, à propos du peu de temps de récupération laissé aux Pailladins entre leurs deux matchs. Lors de la journée suivante, les pailladins se relancent enfin sur la pelouse de l'AS Nancy-Lorraine, en s'imposant deux buts à zéro grâce à des prestations de Younes Belhanda et de Souleymane Camara. Mais les hommes de René Girard retombe dans leurs travers juste avant la trêve internationale en s'inclinant à la Mosson face à l'Évian Thonon Gaillard, à cause d'un Saber Khalifa réaliste qui inscrit une triplé (2-3). La journée suivante ressemble étrangement aux précédentes, alors que les montpelliérains développent un jeu offensif, ils se font piéger défensivement à deux reprises par les attaquants du Stade rennais, s'inclinant deux buts à un.
Les Montpelliérains se ressaisissent lors de la 10e journée en s'imposant pour la première fois de la saison à domicile face à l'OGC Nice sur le score de trois buts à un grâce à des réalisations de Souleymane Camara, de John Utaka et d'un but contre son camp du capitaine azuréen, Renato Civelli. La semaine suivante, les hommes de René Girard se voient une nouvelle ralenti dans leur marche en avant par les joueurs de l'ES Troyes AC qui les tiennent en échec un but partout au stade de l'Aube. Les Montpelliérains redressent la tête lors des deux journées suivantes en tenant en échec l'armada du Paris Saint-Germain privé cependant de Zlatan Ibrahimović, au stade de la Mosson, un but partout, avant d'aller chercher un bon point chez les Valenciennes FC lors d'un match accompli grâce à une reprise de volley de Gaëtan Charbonnier sur un centre d'Anthony Mounier. Lors de la quatorzième journée, les Montpelliérains se donnent un grand bol d'air frais vis-à-vis de la zone de relégation en battant les Girondins de Bordeaux pour la deuxième fois en moins d'un mois, sur une réalisation de la révélation pailladine de ce début de saison, Rémy Cabella qui inscrit son quatrième but de la saison. La semaine suivante, les Pailladins sont stoppés lors d'un déplacement périlleux au stade de Gerland, par un Olympique lyonnais leader et un Bafétimbi Gomis qui inscrit le but de la victoire dès la 26e minute dans un match où les Montpelliérains n'auront pas su trouver la faille dans une seconde mi-temps équilibrée.

#### A la relance avant la trêve - Journées 16 à 19

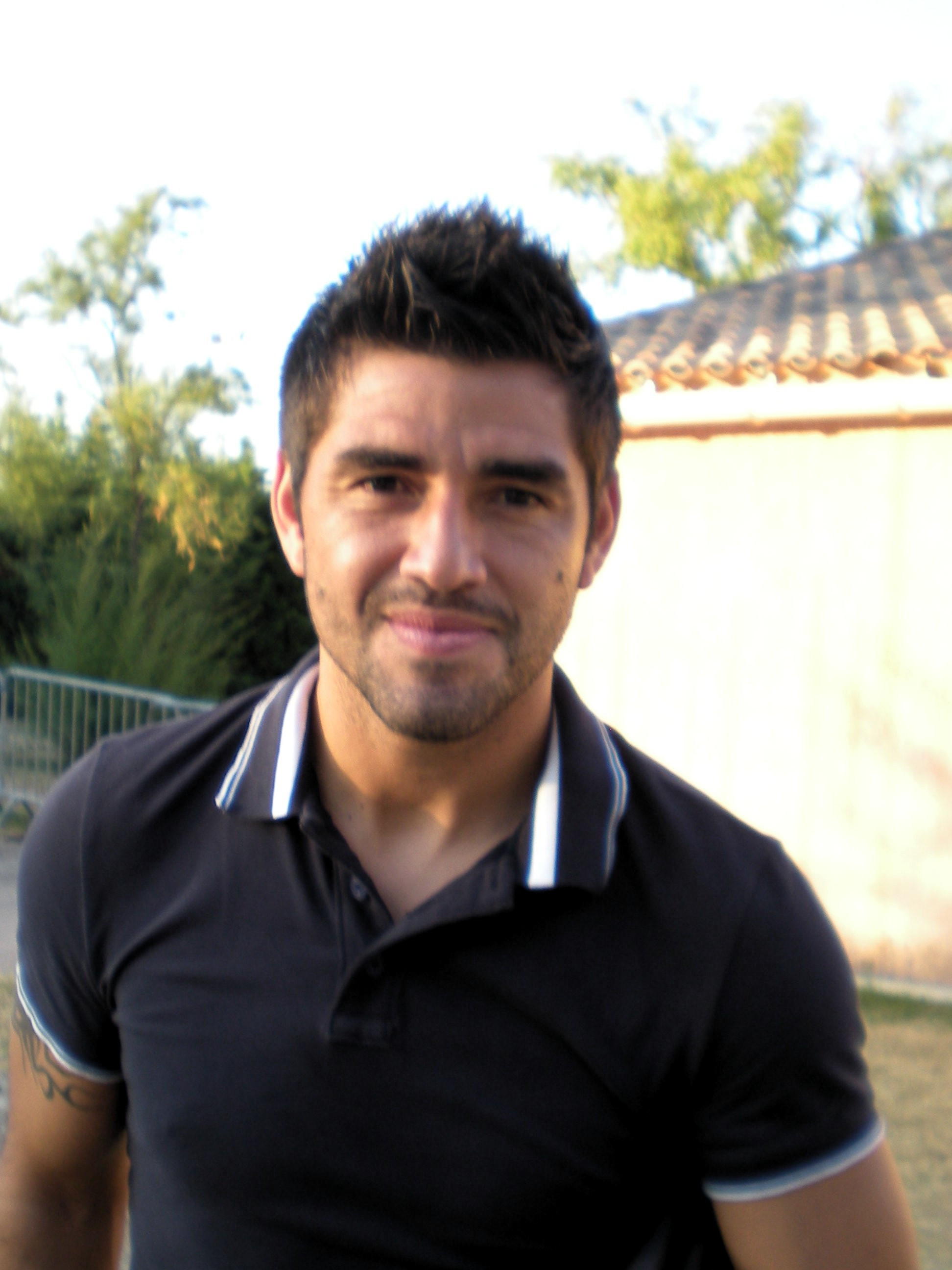
Marco Estrada, buteur du mois de décembre.

Lors de la seizième journée, les hommes de René Girard reprennent leur marche en avant en battant les corse de l'AC Ajaccien sur le score de trois buts à zéro avec des réalisations de John Utaka, de Rémy Cabella et de Younes Belhanda, avant d'enchainer leur folle semaine en s'imposant sur le score de deux buts à un sur le terrain du Stade brestois grâce à une nouvelle réalisation de John Utaka de retour à son niveau de la saison passée, puis d'écraser le SC Bastia sur le score de quatre buts à zéro, avec une reprise de volée exceptionnelle de Marco Estrada, permettant au club de basculer dans la première moitié du classement pour la première fois de la saison. Cependant, les héraultais, fortement diminué par les absences de nombreux joueurs, ne peuvent rien faire lors de leur dernier match de l'année face au Lille OSC, réduit à dix en fin de première période à la suite de l'expulsion de Younès Belhanda, ils s'inclinent lourdement sur le score de quatre buts à un, et passeront les fêtes dans le ventre mou du classement.

#### La reprise début 2013 - Journée 20 à 26
Pour leur match de reprise en championnat, les Pailladins réalisent une bonne prestation grâce à un doublé durant la seconde période de Gaëtan Charbonnier, leur permettant de battre le FC Lorient, un concurrent direct aux places européennes, avant de réaliser un match intéressant au stade Vélodrome, qui se conclut malheureusement sur une erreur de Daniel Congré qui offre le but de la victoire à l'Olympique de Marseille et à André-Pierre Gignac dans les arrêts de jeu, alors que les Montpelliérains ont mené deux buts à un durant une grande partie du match grâce à Emanuel Herrera et à John Utaka. Après une élimination en Coupe de France dans la semaine face au FC Sochaux-Montbéliard, les Pailladins retrouvent leur bourreau quelques jours plus tard en championnat pour une victoire bouclé à la mi-temps grâce à deux nouvelles réalisations de Emanuel Herrera et de John Utaka, leur permettant de s'imposer deux buts à zéro face à une équipe sochalienne relativement faible. Lors de la journée suivante, les Montpelliérains se font peur en première période face au Stade de Reims, avant de se ressaisir en seconde période pour s'imposer finalement trois buts à un grâce à Souleymane Camara, Marco Estrada et Younès Belhanda. Le 9 février au stade Geoffroy-Guichard et sous dix centimètres de neige, après avoir attendu quarante minute l'avis de Philippe Kalt l'arbitre de cette rencontre sur la tenu ou non de ce match, les Pailladins vont complètement déjoué face à l'AS Saint-Étienne et vont s'incliner quatre buts à un, l'honneur étant sauvé par l'incontournable Rémy Cabella. C'est sans celui-ci que les Montpelliérains accueillent le dernier du classement lors de la journée suivante, l'AS Nancy-Lorraine, qui va donner de fil à retordre aux hommes de René Girard qui s'imposent finalement contre le cours du jeux grâce à une nouvelle réalisation de Emanuel Herrera métamorphosé en ce début d'année 2013. Lors de la 26e journée, les Pailladins d'imposent face à leur bête noire, l'Évian Thonon Gaillard FC sur le score de un but à zéro, grâce à une réalisation de Younès Belhanda qui permet au club de rester au contact de ses concurrents aux places européennes.

#### La course à l'Europe - Journée 27 à 32
Grâce à un bon début d'année 2013, les Pailladins réalisent une belle remonté et se trouve au début du mois de mars parmi les équipes prétendantes aux places européennes. Pour leurs premières confrontations dans cette course à l'Europe, les hommes de René Girard battent sur le score de deux buts à zéro le Stade rennais, un de leurs concurrents direct en championnat, avant de s'incliner sur le même score lors de la journée suivante sur le terrain de OGC Nice, un autre concurrent direct. Lors de la semaine suivante, les héraultais ne profitent pas des faux pas de leurs principaux adversaires pour les places européennes en ne faisant qu'un nul face à l'avant dernier du championnat, l'ES Troyes AC, un but partout, avant de s'incliner au Parc des Princes lors du choc de la 30e journée, face au Paris Saint-Germain qui s'impose un but à zéro et s'envole vers un titre de champion de France grâce à une réalisation de Kevin Gameiro malgré un match sérieux des Pailladins. Lors de la trente-et-unième journée, les Montpelliérains se relancent dans la course à l'Europe en s'imposant sur leur pelouse et sous une pluie battante face à une pale équipe du Valenciennes FC sur le score de trois buts à un avec des buts de Souleymane Camara, de Daniel Congré et de Younès Belhanda sur un service de Gaëtan Charbonnier, mais ils sont stoppés net dans leur élan dès la journée suivante par les Girondins de Bordeaux qui s'imposent quatre buts à deux en inscrivant trois buts en moins de vingt minutes en première mi-temps. Ce sont les deux espoirs montpelliérains Rémy Cabella et Benjamin Stambouli qui sauveront l'honneur des hommes de René Girard.

#### Une fin de saison sans enjeu - Journée 33 à 38
Lors de la 33e journée, les hommes de René Girard réalisent un très bon match face à l'Olympique lyonnais, mais voient par deux fois les Lyonnais inscrire des buts contre le cours du jeu par Lisandro López et Clément Grenier contre une seule réalisation de Younès Belhanda et une multitude d'occasions franches en seconde période. Avec cette défaite, les Pailladins disent adieux à tout espoir de retrouver l'Europe la saison suivante.

« En perdant ce match, on peut dire que ce sont les derniers espoirs européens qui s'envolent. »

— René Girard
N'ayant plus aucune chance de viser l'Europe, les hommes de René Girard se laisse surprendre par une vaillante équipe de l'AC Ajaccien qui joue sa survie et qui s'impose deux buts à un malgré l'ouverture du score pour les pailladins de Anthony Mounier. Les Montpelliérains se ressaisissent dès la journée suivante en envoyant quasiment le Stade brestois en Ligue 2, grâce à une victoire deux buts à un avec des réalisations de Marco Estrada et de Souleymane Camara, mais retombent dans leurs travers une nouvelle fois en corse en s'inclinant trois buts à un face au SC Bastia qui assure ainsi son maintien dans l'élite française malgré une nouvelle réalisation de John Utaka.
Alors que le club n'a plus rien a joué, et que le Lille OSC vient chercher dès points afin de remonter sur le podium du championnat, les Pailladins vont tout donner pour rendre un dernier hommage à René Girard qui va quitter le club à la fin de la saison. C'est cependant sur un triste zéro à zéro que le technicien gardois fait ses adieux à la Mosson, compliquant néanmoins la tache des nordistes pour décrocher une place en coupe d'Europe. Lors de la dernière journée, les Montpelliérains se font surprendre dans la première demi-heure par le Toulouse FC qui souhaite terminer la saison sur une bonne note et qui s'impose finalement deux buts à zéro.

### Classement final et statistiques
Le Montpellier HSC termine le championnat à la neuvième place avec 15 victoires, 7 matchs nuls et 16 défaites. Une victoire rapportant trois points et un match nul un point, le MHSC totalise 52 points soit trente-et-un points de moins que le club sacré champion, le Paris Saint-Germain. Les Montpelliérains possèdent la septième meilleure attaque du championnat, la dixième défense. Le MHSC est la troisième meilleure équipe à domicile du championnat (38 points), mais seulement la dix-septième à l'extérieur (14 points). Le club termine également à la 17e place du classement du fair-play établi par la Ligue de football professionnel, avec 66 cartons jaunes et six cartons rouges.
Le Paris Saint-Germain est qualifié pour la phase de groupes de la Ligue des Champions 2013-2014 ainsi que l'Olympique de Marseille qui occupe la deuxième place. L'Olympique lyonnais, qui finit troisième, participera au troisième tour de la compétition pour tenter d'accéder à la phase de groupes. Le vainqueur de la coupe de France, obtient sa qualification pour la phase de groupes de la Ligue Europa 2013-2014 alors que l'AS Saint-Étienne, vainqueur de la coupe de la Ligue, ne se qualifie que pour le troisième tour de qualification de cette compétition. La dernière place qualificative pour cette compétition (barrages) revient à l'OGC Nice, quatrième du championnat. Les trois clubs relégués en Ligue 2 2013-2014 sont le Stade brestois après trois ans au plus haut niveau, l'AS Nancy-Lorraine qui était présent en première division depuis huit saisons et l'ES Troyes AC qui redescend après une seule saison en première division.
| Rang | Équipe                | Pts | J  | G  | N  | P  | Bp | Bc | Diff |
| ---- | --------------------- | --- | -- | -- | -- | -- | -- | -- | ---- |
| 6    | Lille OSC             | 62  | 38 | 16 | 14 | 8  | 59 | 40 | +19  |
| 7    | Girondins de Bordeaux | 55  | 38 | 13 | 16 | 9  | 40 | 34 | +6   |
| 8    | FC Lorient            | 53  | 38 | 14 | 11 | 13 | 57 | 58 | -1   |
| 9    | Montpellier HSC       | 52  | 38 | 15 | 7  | 16 | 54 | 51 | +3   |
| 10   | Toulouse FC           | 51  | 38 | 13 | 12 | 13 | 49 | 47 | +2   |
| 11   | Valenciennes FC       | 48  | 38 | 12 | 12 | 14 | 49 | 53 | -4   |
| 12   | SC Bastia             | 47  | 38 | 13 | 8  | 17 | 50 | 66 | -16  |

### Trophée des champions
Le Trophée des champions 2012 est la 17e édition du Trophée des champions, compétition ne comptant qu'un seul match et organisée par la Ligue de football professionnel (LFP) depuis 1995, qui oppose le champion de France au vainqueur de la Coupe de France. Depuis 2009, la LFP a décidé d'expatrier à l'étranger cette compétition, après le Maroc en 2011, la compétition aura lieu cette saison à la Red Bull Arena à Harrison aux États-Unis.
Le match oppose donc le Montpellier HSC, champion de France 2011-2012 à l'Olympique lyonnais, vainqueur de la Coupe de France 2011-2012. Les règles du match sont les suivantes : la durée de la rencontre est de 90 minutes puis en cas de match nul, une séance de tirs au but est réalisée pour départager les équipes. Trois remplacements sont autorisés pour chaque équipe.
Après un début de match prometteur et une ouverture du score à la 27e minute par John Utaka, les Héraultais vont perdre peu à peu le fil du match, jusqu'à l'égalisation de Bafétimbi Gomis à quelques minutes de la pause. De retour en deuxième période avec de nouvelles intentions, les hommes de René Girard reprennent l'avantage sur pénalty à la 56e minute par Emanuel Herrera, avant de craquer physiquement sur la reprise de volée de Jimmy Briand, puis mentalement à la suite de l'expulsion de Marco Estrada. La victoire se joue alors aux tirs au but, et à ce jeu, Hugo Lloris, le gardien de l'Olympique lyonnais, est le plus fort, arrêtant les penalties de Gaëtan Charbonnier puis de Henri Bedimo, pour offrir un septième titre dans cette compétition à son club.

### Coupe de France
La coupe de France 2012-2013 est la 96e édition de la coupe de France, une compétition à élimination directe mettant aux prises les clubs de football amateurs et professionnels à travers la France métropolitaine et les DOM-TOM. Elle est organisée par la FFF et ses ligues régionales.
Just Fontaine et Raymond Kopa effectuent un tirage délicat pour les Pailladins qui joueront à l'extérieur, face au FC Bourg-Péronnas, qui évolue en National et qui a déjà éliminé deux équipes de Ligue 2 lors des tours précédents. Malgré une ouverture du score rapide par Emanuel Herrera dans les dix premières minutes avant que Souleymane Camara ne double la mise à la demi-heure de jeu, les héraultais vont se faire peur en deuxième mi-temps, lorsque les locaux réduisent l'écart sur un pénalty à une demi-heure de la fin. Les Burgiens reprennent alors espoirs, mais ne parviendront pas à revenir, permettant ainsi au pailladin d'atteindre les seizièmes de finale où ils retrouveront au stade de la Mosson, une autre club de Ligue 1, le FC Sochaux-Montbéliard.
Seulement une semaine après leur élimination en Coupe de la Ligue, les hommes de René Girard, désormais privé de leur capitaine Mapou Yanga-Mbiwa parti au Newcastle United, s'inclinent au terme des prolongations après avoir été tenu en échec deux buts partout dans le temps réglementaire. Aux réalisations de Gaëtan Charbonnier et de Mathieu Deplagne, les sochaliens répondent par Roy Contout, Cédric Bakambu et durant les prolongations par une frappe magistrale de Yassin Mikari. Les palladins ont tout perdu en une semaine et vont désormais se concentrer sur le championnat pour essayer de décrocher une place européenne.

### Coupe de la Ligue

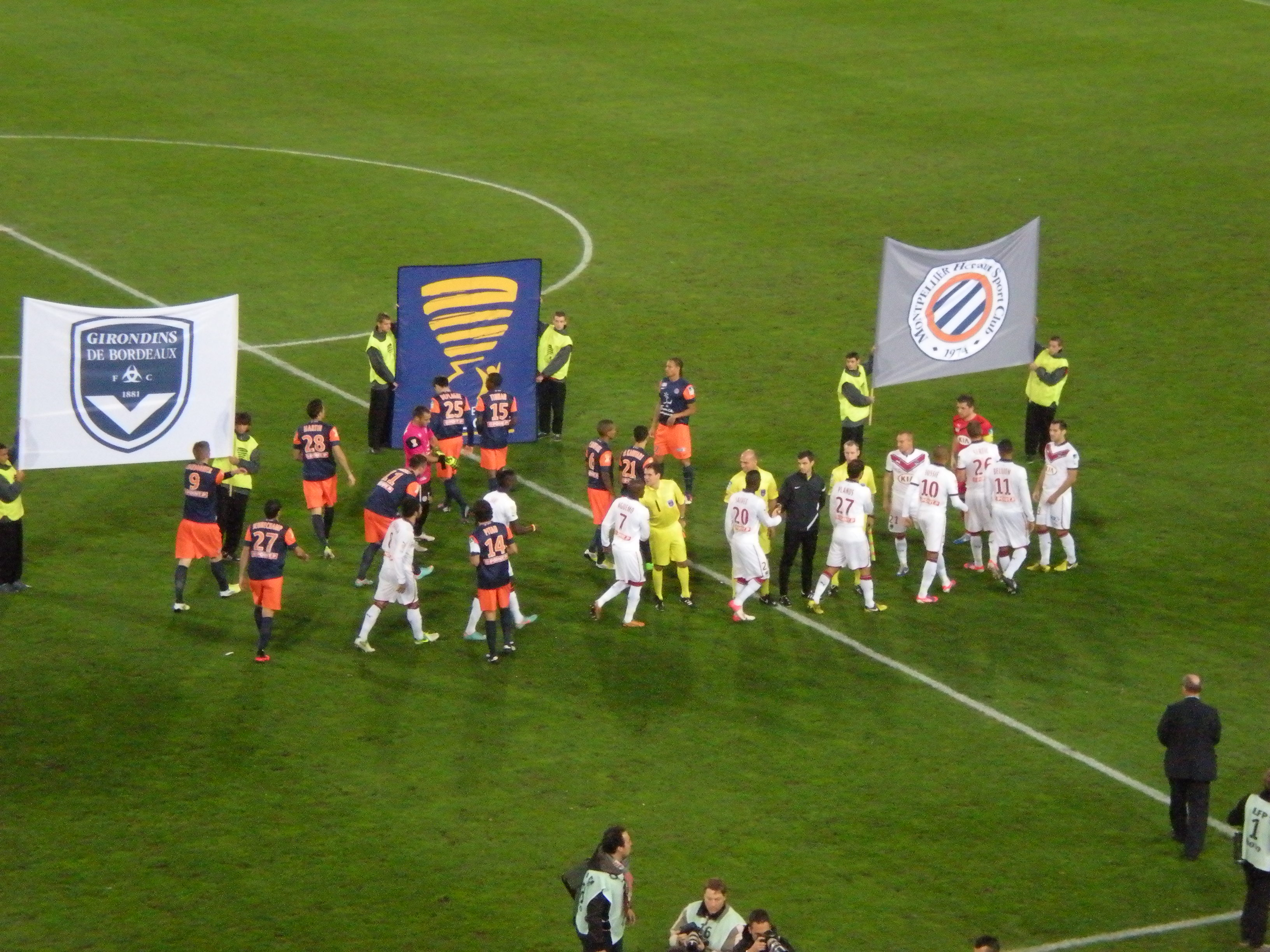
Huitième de finale de la Coupe de la Ligue 2012-2013.

La Coupe de la Ligue 2012-2013 est la 19e édition de la Coupe de la Ligue, compétition à élimination directe organisée par la Ligue de football professionnel (LFP) depuis 1994, qui rassemble uniquement les clubs professionnels de Ligue 1, Ligue 2 et National. Depuis 2009, la LFP a instauré un nouveau format de coupe plus avantageux pour les équipes qualifiées pour une coupe d'Europe. Ainsi, le Montpellier HSC est qualifié directement pour les huitièmes de finale sans passer par les seizièmes comme les autres équipes de Ligue 1.
En tant que champion en titre, le Montpellier HSC a la garantie de ne pas affronter un des quatre autres clubs ayant terminé aux quatre premières places la saison précédente. Assia El Hannouni, la championne paralympique mal-voyante, n'a cependant pas été généreuse avec les Pailladins qui certes joueront à domicile, mais face aux Girondins de Bordeaux, cinquième du championnat la saison passée.
Lors de ce premier tour en coupe de la Ligue, René Girard fait souffler ses cadres en alignant une équipe totalement remanier avec le retour d'Abdelhamid El Kaoutari et les premiers pas cette saison de Mathieu Deplagne et de Jonas Martin. La jeune garde montpelliéraine va réussir une belle performance encadre par les joueurs d'expérience que sont Romain Pitau ou Cyril Jeunechamp, en s'imposant un but à zéro face aux Girondins de Bordeaux grâce à un frappe piqué de Jonathan Tinhan sur une passe en profondeur de Gaëtan Charbonnier à la 61e minute. Les pailladins se qualifent ainsi pour les quarts de finale où il retrouveront l'OGC Nice qui a sorti l'Olympique lyonnais lors des huitièmes de finale.
Le scénario est totalement différend lors du quart de finale de la compétition, alors que René Girard fait tourner son effectif à certain poste présentant tout de même une équipe compétitive, c'est l'OGC Nice qui ouvre le score par Alexy Bosetti à la 23e minute avant que l'homme en forme de ce début de saison, Rémy Cabella, remette les deux équipes à égalité dès la 30e minute. À la 52e minute, Emanuel Herrera retrouve enfin la saveur des buteurs en donnant l'avantage aux pailladins avant que Laurent Pionnier ne provoque un pénalty transformé par Éric Bauthéac à la 66e. C'est finalement Jonathan Tinhan qui va donner la victoire à son équipe à la 80e, comme lors du tour précédent, alors qu'il ne joue que depuis trois minutes.
C'est privé de ses milieux défensifs, Marco Estrada, Jamel Saihi et Benjamin Stambouli, que le Montpellier HSC se présente face au Stade rennais pour cette demi-finale de Coupe de la Ligue au stade de la route de Lorient. Les Montpelliérains réalisent un match plein et ne peuvent que regretter les deux erreurs de John Utaka et de Bryan Dabo qui offre deux buts facile à Julien Féret (7e) et Mevlüt Erding (51e) ainsi que les approximations offensives mise en valeur par un Benoît Costil étincelant. C'est donc le Stade rennais qui défiera l'AS Saint-Étienne au stade de France le 20 avril.

### Ligue des champions
La Ligue des champions 2012-2013 est la cinquante-huitième édition de la Ligue des champions, la plus prestigieuse des compétitions européennes inter-clubs. Elle est divisée en deux phases, une phase de groupes, qui consiste en huit mini-championnats de quatre équipes par groupe, les deux premiers poursuivant la compétition et le troisième étant repêché en seizièmes de finale de la Ligue Europa. Puis une phase finale, décomposée en huitièmes de finale, quarts de finale, demi-finales et une finale qui se joue sur terrain neutre. En cas d'égalité, lors de la phase finale, la règle des buts marqués à l'extérieur s'applique puis le match retour est augmenté d'une prolongation et d'une séance de tirs au but s'il le faut. Les équipes sont qualifiées en fonction de leurs bons résultats en championnat lors de la saison précédente et le tenant du titre est le Chelsea FC, formation anglaises vainqueur des Bavarois du Bayern Munich lors de la séance de tirs au but (4-3).
Placé dans le quatrième chapeau du fait de son faible coefficient UEFA (11.835), le Montpellier HSC ne pouvait se retrouver, quoi qu'il arrive, que dans un groupe délicat, avec notamment des confrontations possibles face au Chelsea FC, tenant du titre, au FC Barcelone ou encore au Milan AC.
Le sort est cependant plutôt clément pour la première participation des pailladins à cette compétition, alors que le Real Madrid retrouve dans son groupe le Manchester City FC, l'Ajax Amsterdam et le Borussia Dortmund dans le groupe C, qualifié de groupe de la mort par les journalistes. De son côté, le MHSC retrouvera l'Arsenal FC, le nouveau club de son ancien meilleur buteur Olivier Giroud, le Schalke 04, un club allemand toujours redoutable et l'Olympiakos, sûrement le club le plus à la portée des hommes de René Girard. L'entraineur pailladins et les dirigeants du clubs reste confiant.

« Arsenal c'est un grand d'Europe, l'Olympiakos c'est un public bouillant et Schalke c'est la rigueur allemande. Bien évidemment nous allons chèrement défendre nos chances, nous n'avons pas fait ce chemin pour rien. »

— René Girard

« C'est un groupe qui est jouable mais Montpellier abordera avec respect ces trois champions. »

— Laurent Nicollin

#### Parcours en Ligue des champions
Le calendrier offre comme premier match de l'histoire du club en Ligue des champions, une confrontation avec l'Arsenal FC, troisième du dernier championnat d'Angleterre au stade de la Mosson le 18 septembre 2012. Le club pailladin affrontera par la suite le Schalke 04, troisième du dernier championnat d'Allemagne, à la Veltins-Arena le 3 octobre puis finira la phase aller par la réception de l'Olympiakos, champion de Grèce en titre, le 24 octobre 2012.
Pour le premier match du club en Ligue des champions, les hommes de René Girard vont réaliser une de leurs plus belles prestations depuis le début de la saison. Dès la 9e minute, Younes Belhanda se rend justice lui-même sur un penalty en réalisant une panenka à la suite d'une faute de Thomas Vermaelen. Le manque d'expérience des pailladins va alors se faire sentir au travers d’errements défensifs, dont vont profiter les Anglais en inscrivant deux buts en deux minutes par Lukas Podolski (16e) et Gervinho (18e). Les Montpelliérains vont alors tout tenter pour revenir au score, amené par leur capitaine Mapou Yanga-Mbiwa auteur d'une prestation remarquée et par un Rémy Cabella en grande forme qui va cependant buter sur un bon Vito Mannone, tout comme Younes Belhanda pourtant seul face au gardien des gunneurs en fin de match. Les Pailladins finissent la soirée avec des regrets, mais ont démontré qu'ils étaient au niveau pour jouer face à des équipes de Ligue des champions.

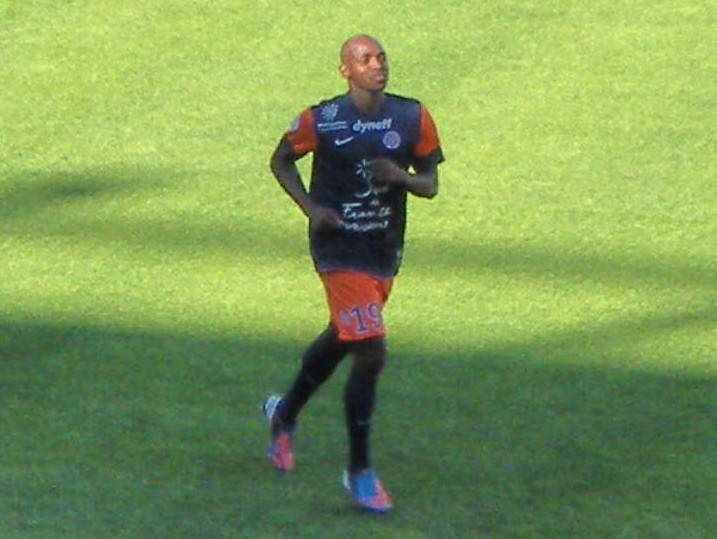
Souleymane Camara, le buteur décisif lors du match face au Schalke 04.

Lors de la deuxième journée, les Héraultais prennent une fois de plus les choses par le bon bout, en ouvrant la marque dès la 13e minute par Karim Aït-Fana. Mais comme face aux Anglais, ils font preuve d’inexpérience et Julian Draxler perfore la défense à la 26e minute, avant que Klaas-Jan Huntelaar enfonce le clou sur pénalty à la 53e après une faute sur Julian Draxler, qui vaudra un carton rouge à Garry Bocaly. Les Pailladins sont alors dominés et Geoffrey Jourdren sauve à plusieurs reprises son équipe d'abord en détournant une volée somptueuse de Klaas-Jan Huntelaar puis en sortant une frappe enroulée d'Ibrahim Afellay. Quatre minutes plus tard, Klaas-Jan Huntelaar, loupe une occasion en or, seul au point de penalty il ne cadre pas son plat du pied à la réception du centre d'un de ses partenaires. C'est au bout de l'action suivante et alors qu'on joue la 90e minute du temps réglementaire, que Souleymane Camara douche les supporteurs allemands d'un frappe enroulée dans le petit filet de Lars Unnerstall, permettant ainsi aux Montpelliérains de rentrer à la maison avec un point.
Lors de la troisième journée, les hommes de René Girard, qui est dans les tribunes à la suite d'une sanction lors d'un mauvais geste lors du match précédent, prennent les choses en main, ne laissant que peu de place aux attaquants de l'Olympiakos. Avec 65 % de possession de balle à la pause, les pailladins entament la seconde période de la meilleure des façons en ouvrant la marque par Gaëtan Charbonnier à la 49e. Ils vont cependant manquer de lucidité et de chance pour doubler la mise et voit revenir les grecs par Vasilis Torosidis à la 79e minute avant de se faire une nouvelle fois surprendre par Konstantínos Mítroglou dans les arrêts de jeu. Le MHSC s'incline ainsi pour la deuxième fois en ayant dominé le match, faisant face au réalisme de leurs adversaires qui inscrivent deux buts sur leurs deux seules frappes cadrées du match.
Lors de la quatrième journée, les Héraultais se font une nouvelle fois surprendre par une équipe de l'Olympiakos pourtant peu convaincante qui inscrit un but dès la 4e minute par Paulo Machado. Comme lors de la première journée, Younes Belhanda inscrit un pénalty à la 66e minute qui redonne l'espoir aux joueurs du Montpellier HSC. Mais les Grecs douchent les espoirs français en deux minutes en inscrivant deux buts à la 80e et  82e respectivement par Leandro Greco et Kostas Mitroglou, éliminant d'ores et déjà le club languedocien de la course aux huitièmes de finale.
Pour la cinquième journée, les Montpelliérains jouent un match de gala à l'Emirates Stadium face à l'Arsenal FC de leur ancien coéquipier Olivier Giroud. Après une première mi-temps équilibrée, les gunners inscrivent un premier but à la 49e minute par Jack Wilshere avant que Lukas Podolski inscrivent une magnifique reprise de volée sur un une deux avec un de ses coéquipiers à la 63e minute. Le Montpellier HSC est désormais éliminer de toute compétition européenne, et le dernier match face au FC Schalke ne comptera que pour les Allemands qui disputeront la première place à l'Arsenal FC.
Lors de la dernière journée sans enjeu pour le Montpellier HSC, les Pailladins reçoivent les Allemands du Schalke 04 qui joue à distance la première place du groupe avec les Anglais de l'Arsenal FC. Après une première mi-temps assez frileuse en occasion de but, la deuxième mi-temps est plus enlevée et c'est Benedikt Höwedes qui ouvre le score pour les Allemands à la 56e minute sur un coup de pied arrêté mal négocié par la défense montpelliéraine. Il ne faut cependant que quelques minutes pour voir Emanuel Herrera s'y reprendre à deux fois sur un centre d'Anthony Mounier, pour réduire le score dès la 59e minute. Les Allemands sont alors sonnés et ce n'est que grâce à deux parades de Timo Hildebrand face à Emanuel Herrera, à la 87e puis 89e minute que les hommes de Huub Stevens conserve le point du match nul.
Les Allemands terminent néanmoins premier du groupe, avec douze points et aucune défaite, devant les Anglais battus par l'Olympiakos lors de la dernière journée, qualifié pour les huitièmes de finale avec dix points et les Grecs, reversé en Ligue Europa 2012-2013, avec neuf points. Les Montpelliérains terminent à la dernière place avec seulement deux petits points et sont éliminés de toute compétition européenne.
| Rang | Équipe          | Pts | J | G | N | P | Bp | Bc | Diff |
| ---- | --------------- | --- | - | - | - | - | -- | -- | ---- |
| 1    | Schalke 04      | 12  | 6 | 3 | 3 | 0 | 10 | 6  | +4   |
| 2    | Arsenal FC      | 10  | 6 | 3 | 1 | 2 | 10 | 8  | +2   |
| 3    | Olympiakos      | 9   | 6 | 3 | 0 | 3 | 9  | 9  | 0    |
| 4    | Montpellier HSC | 2   | 6 | 0 | 2 | 4 | 6  | 12 | -6   |

| Résultats (▼dom., ►ext.) |     |     |     |     |
| Arsenal FC               |     | 2-0 | 3-1 | 0-2 |
| Montpellier HSC          | 1-2 |     | 1-2 | 1-1 |
| Olympiakos               | 2-1 | 3-1 |     | 1-2 |
| Schalke 04               | 2-2 | 2-2 | 1-0 |     |

#### Coefficient UEFA
De par ses résultats dans cette Ligue des champions, le MHSC acquiert des points pour son coefficient UEFA, utilisé lors des tirages au sort des compétitions de l'UEFA. De par sa qualification directe pour la phase de groupes, les montpelliérains ont d'ores et déjà remporté quatre points bonus pour tout club atteignant ce niveau auxquels se sont rajoutés les deux points obtenus grâce aux matchs nuls face au Schalke 04, leur permettant de gagner plus de 39 places et d'occuper à la fin de la saison 2012-2013 la 99e place du classement.
| Rang 2013 | Rang 2012 | Évolution | Club              | 2008-2009 | 2009-2010 | 2010-2011 | 2011-2012 | 2012-2013 | Coefficient |
| --------- | --------- | --------- | ----------------- | --------- | --------- | --------- | --------- | --------- | ----------- |
| 1         | 1         | =         | FC Barcelone      | 28,662    | 30,585    | 36,642    | 34,171    | 27,542    | 157,605     |
| 2         | 4         | +2        | Bayern Munich     | 22,537    | 30,616    | 24,133    | 32,016    | 36,585    | 146,922     |
| 3         | 3         | =         | Chelsea FC        | 25,130    | 22,456    | 26,671    | 33,050    | 30,285    | 137,592     |
|           |           |           |                   |           |           |           |           |           |             |
| 97        | 93        | -5        | SC Heerenveen     | 4,266     | 7,883     | 2,233     | 2,720     | 2,342     | 19,445      |
| 98        | 94        | -4        | US Palerme        | 2,275     | 3,085     | 7,314     | 3,271     | 2,883     | 18,829      |
| 99        | 138       | +39       | Montpellier HSC   | 2,200     | 3,000     | 3,150     | 2,100     | 8,350     | 18,800      |
| 100       | 102       | +2        | AS Nancy-Lorraine | 9,200     | 3,000     | 2,150     | 2,100     | 2,350     | 18,800      |
| 101       | 130       | +29       | CS Maritimo       | 1,357     | 2,000     | 5,260     | 2,366     | 7,250     | 18,233      |

### Matchs officiels de la saison
Le tableau ci-dessous retrace les rencontres officielles jouées par le Montpellier HSC durant la saison. Les buteurs sont accompagnés d'une indication sur la minute de jeu où est marqué le but et, pour certaines réalisations, sur sa nature (penalty ou contre son camp).
| Compétition           | Débute au tour   | Place ou tour final | Matches joués | Gagnés | Nuls | Perdus | Buts pour | Buts contre | Différence |
| Ligue 1               | -                | -                   | 38            | 15     | 7    | 16     | 54        | 51          | +3         |
| Trophée des champions | -                | -                   | 1             | 0      | 1    | 0      | 2         | 2           | +0         |
| Coupe de France       | 1/32 de finale   | 1/16 de finale      | 2             | 1      | 0    | 1      | 4         | 4           | +0         |
| Coupe de la ligue     | 1/8 de finale    | Demi-finale         | 3             | 2      | 0    | 1      | 4         | 4           | +0         |
| Ligue des champions   | Phase de groupes | Phase de groupes    | 6             | 0      | 2    | 4      | 6         | 12          | -6         |
| Total                 | -                | -                   | 50            | 18     | 10   | 22     | 70        | 73          | -3         |

## Joueurs et encadrement technique

### Encadrement technique

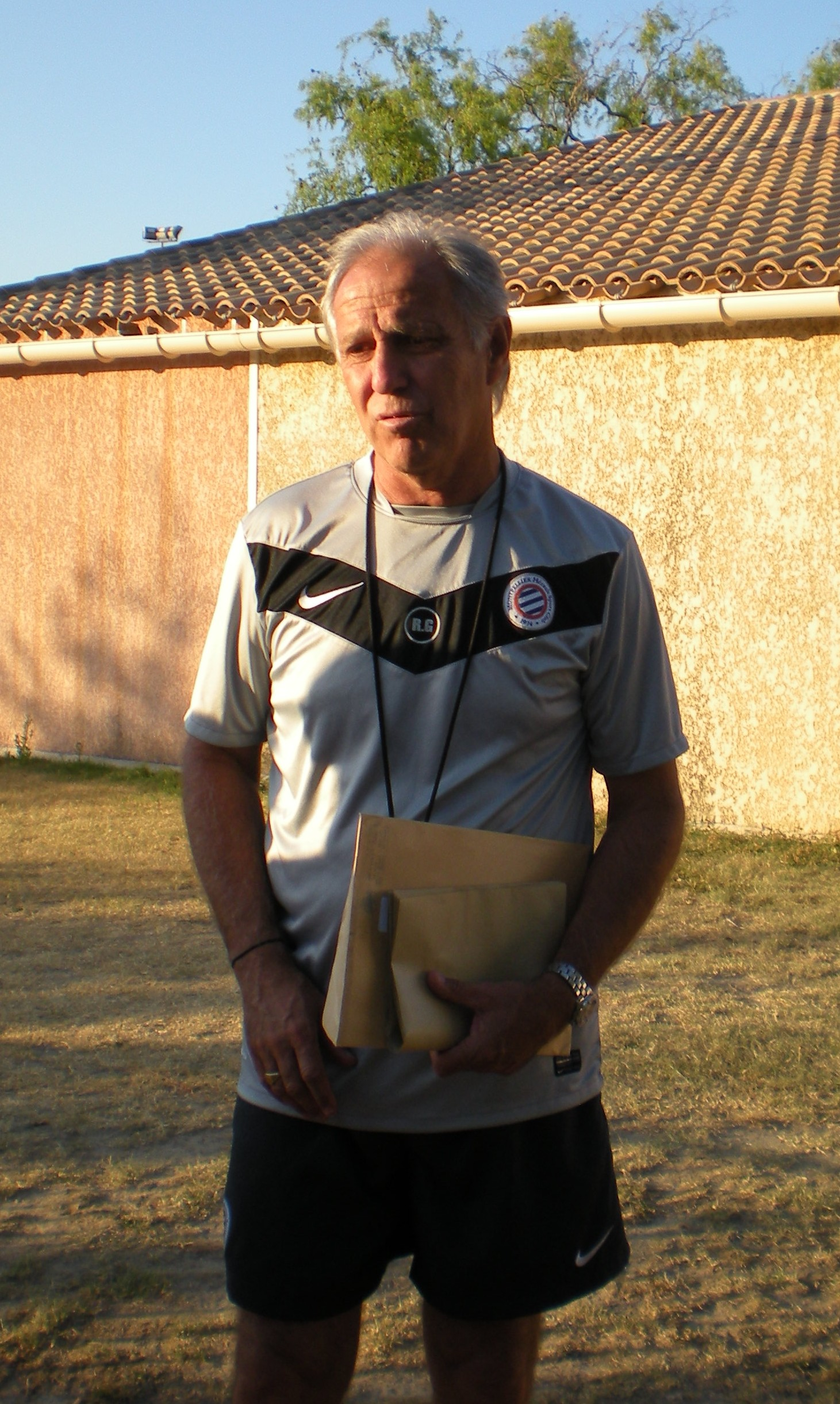
René Girard, l'entraineur du club.

L'équipe est entraînée par René Girard. Entraîneur de 58 ans en poste depuis l'été 2009, cet ancien milieu de terrain, joueur rival du Nîmes Olympique, puis des Girondins de Bordeaux entre 1973 et 1991. Il commence sa carrière de technicien comme dernière chance du Nîmes Olympique en 1991. Une expérience qui tourne court avec la relégation des Gardois, à la suite de laquelle il choisit de reprendre un tabac presse afin de s'éloigner du monde du foot. Il replonge cependant en 1997, entraîneur du Pau FC puis du RC Strasbourg qu'il maintient en Division 1, il rejoint à la fin de la saison la FFF et sur la recommandation d'Aimé Jacquet, il rejoint le staff de l'équipe de France. D'abord entraîneur adjoint de l'équipe A, il devient entraîneur des jeunes puis des espoirs après l'intronisation de Jacques Santini en 2002. En 2008, et sans réelle explication, il est licencié de son poste à la fédération, il prend alors une année sabbatique, avant de se retrouver sur le banc du MHSC à l'été 2009, alors que le club vient de remonter en Ligue 1. René Girard est assisté depuis son arrivée par Pascal Baills, ancien du club en tant que joueur et déjà adjoint de Rolland Courbis, le prédécesseur du Gardois. 

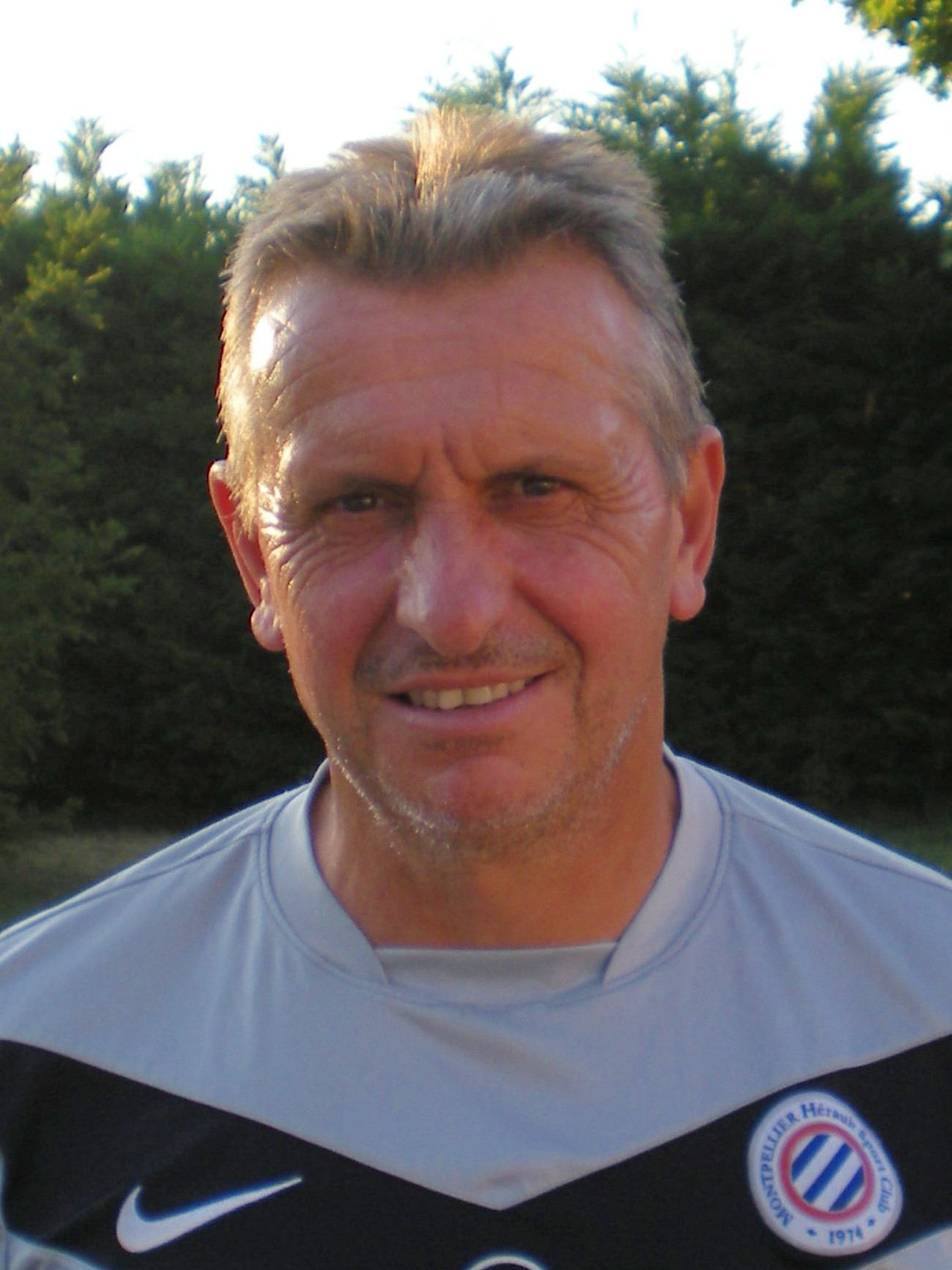
Pascal Baills, l'entraineur adjoint du club.

Pascal Baills est un ancien de la maison, formée au club et joueur pro du MHSC entre 1983 et 1991, puis entre 1995 et 2000, il intègre dès la fin de sa carrière le staff du club en tant qu'entraîneur de la seconde équipe réserve. Il devient alors l'assistant de Michel Mézy en 2001, puis à la suite du licenciement du Gardois, coentraîneur avec Gérard Bernardet et Ghislain Printant avec qui il sauve le club de la relégation. Redevenu adjoint puis entraîneur des benjamins, il attend 2006 pour être à nouveau appelé comme adjoint par Jean-François Domergue. Il est ensuite gardé comme adjoint lors de la passation de pouvoir avec Rolland Courbis en 2008, puis lors de la passation de pouvoir avec René Girard en 2009. Ce Catalan d'origine au sang chaud, forme rapidement avec René Girard un duo complice, ce qui rejailli sur le groupe professionnel.

« Il y a toujours une petite période d’adaptation, mais avec René, elle fut relativement rapide. Nous avons quand même deux caractères plutôt bouillonnants (...) je me surprend à devenir celui qui calme tout le monde. J’essaie de ne pas trop monter dans les tours, car ensuite, j’ai du mal à redescendre. »

— Pascal Baills
Parmi les autres membres du staff, il y a le préparateur physique Nicolas Girard, fils de René Girard et seule condition à l'arrivée de ce dernier dans l'Hérault. D'abord vu comme un caprice de son père, il a vite fait taire les sceptiques et notamment un certain Louis Nicollin, en imposant ses méthodes avec des résultats plus que satisfaisants dès la première année.
L'entraîneur des gardiens est Dominique Deplagne, ancien gardien de but du MHSC, entre 1979 et 1985, il intègre le staff montpelliérain en 1995 comme entraîneur des gardiens de la seconde équipe réserve du club et remporte avec eux le championnat de Division d'Honneur Régionale du Languedoc-Roussillon en 1996 puis la coupe de la ligue du Languedoc-Roussillon en 1997. En 1997, il prend en charge l'entraînement des gardiens du centre de formation, poste qu'il occupe jusqu'en février 2004, formant ainsi des gardiens comme Rudy Riou, Rémy Vercoutre, Jody Viviani, Johann Carrasso ou Geoffrey Jourdren avant de devenir entraîneur adjoint chargé des gardiens au sein de l'équipe première.

### Effectif professionnel
Dans l'effectif professionnel de la saison 2012-2013, pas moins de dix-sept joueurs sont issus du centre de formation du club. Parmi eux, trois sont particulièrement attachés à ce club puisque nés dans la ville de Montpellier, il s'agit de Jonathan Ligali, le troisième gardien du club, de l'international marocain, Abdelhamid El Kaoutari et de l'international tunisien, Jamel Saihi.

### Statistiques individuelles
| Joueur             | Total |
| Rémy Cabella       | 9     |
| John Utaka         | 4     |
| Anthony Mounier    | 4     |
| Souleymane Camara  | 3     |
| Gaëtan Charbonnier | 2     |
| Younes Belhanda    | 2     |
| Karim Aït-Fana     | 2     |
| Benjamin Stambouli | 2     |
| Henri Bedimo       | 2     |
| Romain Pitau       | 1     |
| Jonathan Tinhan    | 1     |
| Daniel Congré      | 1     |
| Marco Estrada      | 1     |

| Joueur             | Total |
| Younes Belhanda    | 12    |
| Souleymane Camara  | 12    |
| Emanuel Herrera    | 10    |
| Rémy Cabella       | 8     |
| John Utaka         | 7     |
| Gaëtan Charbonnier | 6     |
| Marco Estrada      | 4     |
| Jonathan Tinhan    | 2     |
| Anthony Mounier    | 2     |
| Karim Aït-Fana     | 1     |
| Mathieu Deplagne   | 1     |
| Vitorino Hilton    | 1     |
| Daniel Congré      | 1     |
| Benjamin Stambouli | 1     |

### Joueurs en sélection nationale

#### Équipe de France
Parmi les joueurs évoluant au MHSC, Mapou Yanga-Mbiwa a de grandes chances de faire partie de l'aventure, recalé aux portes de la sélection à la fin de la saison dernière. De plus, quelques ancien de l'équipe de France espoirs, pourrait bien essayer de tirer leur épingle du jeu comme Rémy Cabella ou encore Benjamin Stambouli, qui ont été particulièrement observés lors du sacre de la saison passée.
Le 9 août 2012, le nouveau sélectionneur de l'équipe de France, Didier Deschamps, convoque Mapou Yanga-Mbiwa pour un match amical contre l'Uruguay, qui le 15 août suivant, se conclut sur un score nul est vierge, alors que le capitaine pailladin connait sa première titularisation à ce niveau. Lors du début des éliminatoires de la coupe du monde 2014, Didier Deschamps décide de renouveler sa confiance à la paire Yanga-Mbiwa-Mamadou Sakho, en les titularisant lors du match face à la Finlande et à la Biélorussie.

#### Sélections étrangères
Outre les internationaux français, la plupart des internationaux montpelliérains sont africains et jouent donc durant cette saison le début des qualifications à la coupe du monde 2014. Mais la compétition majeure de cette saison pour les internationaux africains est la Coupe d'Afrique des nations 2013 qui se tient en Afrique du Sud durant le mois de janvier 2013.
Parmi les potentiels participants à ces compétitions, il y a le trio d'internationaux marocains, Younès Belhanda, Abdelhamid El Kaoutari et le petit nouveau lors de cette inter-saison, Karim Aït-Fana. Il y a également Henri Bedimo qui après avoir raté la Coupe d'Afrique des nations 2012 avec le Cameroun, ne compte pas passé à côté une nouvelle fois. Il faut compter aussi sur Jamel Saihi avec la Tunisie, quart de finaliste de la dernière CAN et sur Souleymane Camara qui bien que moins fringant que dans sa jeunesse, reste un cadre de l'équipe du Sénégal.
Finalement, seulement deux joueurs africains sont absents durant la Coupe d'Afrique des nations 2013, il s'agit des internationaux marocains, Younès Belhanda et Abdelhamid El Kaoutari.
Enfin, il ne faut pas oublier Marco Estrada et le Chili, qui vont continuer le long parcours des qualifications à la coupe du monde 2014 pour l'Amérique du Sud.
| Nom                    | Éliminatoires CAN | Éliminatoires CAN | Éliminatoires CAN | Éliminatoires CAN | CAN | CAN         | CAN    | CAN          | Éliminatoires Coupe du monde | Éliminatoires Coupe du monde | Éliminatoires Coupe du monde | Éliminatoires Coupe du monde | Matchs amicaux | Matchs amicaux | Matchs amicaux | Matchs amicaux | Total | Total       | Total  | Total        |
| Nom                    | MJ                | But inscrit       | Averti            | Carton rouge      | MJ  | But inscrit | Averti | Carton rouge | MJ                           | But inscrit                  | Averti                       | Carton rouge                 | MJ             | But inscrit    | Averti         | Carton rouge   | MJ    | But inscrit | Averti | Carton rouge |
| ---------------------- | ----------------- | ----------------- | ----------------- | ----------------- | --- | ----------- | ------ | ------------ | ---------------------------- | ---------------------------- | ---------------------------- | ---------------------------- | -------------- | -------------- | -------------- | -------------- | ----- | ----------- | ------ | ------------ |
| Jamel Saihi            | 2                 | 0                 | 1                 | 0                 | 0   | 0           | 0      | 0            | 0                            | 0                            | 0                            | 0                            | 3              | 0              | 0              | 0              | 5     | 0           | 1      | 0            |
| Henri Bedimo           | 1                 | 0                 | 0                 | 0                 | 0   | 0           | 0      | 0            | 0                            | 0                            | 0                            | 0                            | 3              | 0              | 1              | 0              | 4     | 0           | 1      | 0            |
| Younes Belhanda        | 2                 | 0                 | 0                 | 0                 | 2   | 0           | 2      | 0            | 0                            | 0                            | 0                            | 0                            | 2              | 0              | 0              | 0              | 6     | 0           | 2      | 0            |
| Abdelhamid El Kaoutari | 0                 | 0                 | 0                 | 0                 | 2   | 0           | 0      | 0            | 0                            | 0                            | 0                            | 0                            | 2              | 0              | 0              | 0              | 4     | 0           | 0      | 0            |

## Tactique
| \| Jourdren Congré Yanga-Mbiwa Hilton Bedimo Belhanda Stambouli Estrada Cabella Utaka Camara \| Équipe type de la saison en 4-2-3-1. · D'après les temps de jeu à leur poste. |
| Jourdren Congré Yanga-Mbiwa Hilton Bedimo Belhanda Stambouli Estrada Cabella Utaka Camara                                                                                     |

La formation la plus utilisée par le MHSC cette saison est le 4-2-3-1, pour quatre défenseurs, deux milieux de terrain défensifs ou récupérateurs, trois milieux de terrain à vocation offensive et un attaquant. 

## Aspects juridiques et économiques

### Structure juridique et organigramme
Lors de la saison 2012-2013, le Montpellier Hérault Sport Club est une société anonyme sportive professionnelle (SASP) au capital de 610 000 euros. Cette société est liée par convention à l'association loi de 1901 de l'Association sportive Montpellier Hérault Sport Club qui gère le centre de formation et les équipes amateurs du club. L'association est titulaire du numéro d'affiliation de la Fédération française de football, la SASP possède 100 % du capital.
Le Montpellier HSC est dirigé par un conseil d'administration dont le président est, depuis 1974, Louis Nicollin, ses deux fils, Laurent et Olivier, et l'Association Sportive Montpellier Hérault Sport Club en étant les autres membres.
L'organigramme inchangé lors de l'inter-saison, s'établit comme suit :
| Direction | Administratif | Sportif |
| --- | --- | --- |
| Président : Louis Nicollin Président délégué : Laurent Nicollin Président de l'association : Gilbert Varlot Directeur administratif et financier : Philippe Peybernes Directeur sportif : Bruno Carotti Manager centre de formation : Jean-François Domergue | Directeur marketing : Benoît Le Quéré Directeur développement : Fabrice Garcia Directeur communication : Pierre Bourdel Responsables sécurité : Pierre-Marie Grappin et Jacques Soares Responsable de la section féminines : Sydney Biton | Entraîneur : René Girard Entraîneur adjoint : Pascal Baills Entraîneur des gardiens : Dominique Deplagne Directeur du centre de formation : Bruno Lippini Préparateur physique : Nicolas Girard |

### Équipementiers et sponsors
Le Montpellier HSC change régulièrement d’équipementier au cours de son histoire. Le Coq Sportif équipe le club jusqu'en 1981, puis Puma de 1981 à 1987, Duarig de 1987 à 1989 et ensuite Adidas jusqu’en 1995. Le club signe ensuite avec Erima un contrat de trois ans puis retourne chez Adidas en 1999. En 2000, à la suite de la descente en Ligue 2, Montpellier HSC signe un contrat avec Nike à qui il reste fidèle depuis lors. Le club ouvre en 2010, en partenariat avec Nike, son « MHSC Store » dans le centre commercial « Odysseum ».
Depuis une saison, c'est la région qui est avec sa marque Sud de France le sponsor principal sur le maillot du club.
Par ailleurs, la ville de Montpellier, la Communauté d'agglomération de Montpellier, le Conseil général de l'Hérault et le Conseil régional du Languedoc-Roussillon restent les partenaires institutionnels du club.

## Affluence et télévision

### Affluence
Affluence du MHSC à domicile

### Retransmission télévisée
La saison 2012-2013 de Ligue 1 est la saison des bouleversements en termes de retransmissions télévisée. En effet, la Ligue de football professionnel (LFP) a choisi de prendre exemple sur les championnats étrangers et d'étaler les matchs sur les trois jours du week-end et sur plusieurs tranches horaires. Ainsi la journées de championnat débutera le vendredi soir à 21 h, un match sera diffusé samedi à 17 h, puis quatre matchs à 19 h et un à 21 h, enfin un match sera diffusé à 14 h le dimanche, puis un à 17 h et enfin un à 21 h.
De plus, l'apparition de nouveaux investisseurs (beIN Sport du groupe Al Jazeera) est venu bouleverser les habitudes des diffuseurs français. Ainsi le groupe Canal+ qui était le diffuseur majoritaire de la Ligue 1 les saisons précédentes verse désormais 420 millions d'euros de droits télévisuels à la LFP pour les matchs du dimanche soir qui seront à vingt-deux reprises les plus belles affiches de la journée, les matchs du samedi à 17h et les magazines footballistiques (Jour de foot, Canal Football Club, une nouvelle émission diffusée le vendredi soir et Total Ligue 1 diffusé le lundi). De son côté la chaine qatarie va débourser 150 millions d'euros pour le match du vendredi soir et du samedi qui seront à seize reprises les plus belles affiches de la journée, les matchs du dimanche à 14h et à 17 h, et les quatre matchs restant le samedi à 19h en offre pay per view.
Les droits télévisés seront versés par la LFP au MHSC au terme de la saison. À une part fixe qui revient de droit à chaque club de l'élite, sera ajoutée une partie variable qui est calculée à partir des résultats sportifs et de la notoriété de l'équipe.

## Équipe réserve et équipes de jeunes

### Équipe réserve
L’équipe réserve du Montpellier HSC sert de tremplin vers le groupe professionnel pour les jeunes du centre de formation ainsi que de recours pour les joueurs de retour de blessure ou en manque de temps de jeu. Elle a été reléguée de CFA en fin de saison 2009-2010 provoquant le départ de son entraîneur Ghislain Printant, remplacé à ce poste par Bruno Lippini, qui dirige cette équipe pour la troisième saison consécutive.
Pour la saison 2012-2013, elle évolue dans le groupe F (Sud-Ouest) du Championnat de France Amateur 2, soit le cinquième niveau de la hiérarchie du football en France. Après une onzième place obtenue l'année précédente dans le même groupe, l'équipe réserve du MHSC doit éviter de rejouer le même acte que la saison dernière où elle n'a obtenu son maintien que lors de l'ultime journée.
Après une saison galère où l'équipe n'aura jamais réussi à se sortir du ventre mou du classement, les réservistes obtiennent leur maintien lors de l'avant dernière journée grâce à un nul chez le leader, la Jeunesse villenavaise.
| Rang | Équipe                 | Pts | J  | G | N  | P  | Bp | Bc | Diff |
| ---- | ---------------------- | --- | -- | - | -- | -- | -- | -- | ---- |
| 6    | Bergerac Foot          | 62  | 26 | 9 | 9  | 8  | 25 | 23 | +2   |
| 7    | Toulouse FC rés.       | 60  | 26 | 8 | 10 | 8  | 35 | 29 | +6   |
| 8    | Saint-Alban Omnisports | 60  | 26 | 8 | 10 | 8  | 32 | 34 | -2   |
| 9    | Montpellier HSC rés.   | 58  | 26 | 8 | 8  | 10 | 24 | 22 | +2   |
| 10   | FU Narbonne            | 57  | 26 | 6 | 13 | 7  | 39 | 37 | +2   |
| 11   | AS Muretaine           | 56  | 26 | 7 | 9  | 10 | 31 | 42 | -11  |
| 12   | Nîmes Olympique rés.   | 55  | 26 | 7 | 8  | 11 | 25 | 34 | -9   |

- Relégué en Division d'Honneur

Le tableau suivant liste les matchs de l'équipe réserve du Montpellier HSC,.

### Équipe de jeunes
Le Montpellier HSC aligne plusieurs équipes de jeunes dans les championnats départementaux et régionaux. Parmi ces équipes de jeunes, l'équipe des mois de 19 ans participe à deux compétitions majeures, le championnat national des moins de 19 ans et la Coupe Gambardella 2012-2013. L'équipe des mois de 17 ans évolue également en championnat national.
| Rang | Équipe             | Pts | J  | G  | N | P  | Bp | Bc | Diff |
| ---- | ------------------ | --- | -- | -- | - | -- | -- | -- | ---- |
| 2    | OGC Nice           | 77  | 26 | 16 | 3 | 7  | 51 | 28 | +23  |
| 3    | AS Saint-Étienne   | 73  | 26 | 14 | 5 | 7  | 45 | 29 | +16  |
| 4    | Olympique lyonnais | 69  | 26 | 12 | 7 | 7  | 46 | 37 | +9   |
| 5    | Montpellier HSC    | 66  | 26 | 12 | 4 | 10 | 53 | 38 | +15  |
| 6    | AS Cannes          | 63  | 26 | 10 | 7 | 9  | 38 | 29 | +9   |
| 7    | SC Bastia          | 63  | 26 | 10 | 7 | 9  | 38 | 41 | -3   |
| 8    | AC Ajaccien        | 62  | 26 | 11 | 3 | 12 | 33 | 40 | -7   |

| Rang | Équipe                 | Pts | J  | G  | N | P  | Bp | Bc | Diff |
| ---- | ---------------------- | --- | -- | -- | - | -- | -- | -- | ---- |
| 4    | AS Monaco              | 69  | 26 | 13 | 4 | 9  | 52 | 38 | +14  |
| 5    | Olympique de Marseille | 64  | 26 | 11 | 5 | 10 | 45 | 42 | +3   |
| 6    | FC Istres              | 62  | 26 | 9  | 9 | 8  | 35 | 28 | +7   |
| 7    | Montpellier HSC        | 62  | 26 | 10 | 6 | 10 | 33 | 35 | -2   |
| 8    | AS Cannes              | 61  | 26 | 10 | 5 | 11 | 30 | 29 | +1   |
| 9    | AC Ajaccien            | 58  | 26 | 9  | 8 | 9  | 47 | 50 | -3   |
| 10   | Nîmes Olympique        | 58  | 26 | 9  | 5 | 12 | 37 | 41 | -4   |